# Requena de Campos
Requena de Campos es un municipio y localidad española de la provincia de Palencia, en la comunidad autónoma de Castilla y León. Cruzado por el Canal de Castilla y por el Camino de Santiago, forma parte de Tierra de Campos. En este municipio el Canal de Castilla cambia de vertiente pasando del río Pisuerga al Carrión. La economía local se basa en el cultivo de cereales de secano, ganadería de ovejas (ovino). Las tierras son arcillosas y fuertes.

## Fauna y Flora
- Dos humedales o pequeñas charcas
- Aves:cigüeñas, perdiz roja,  codorniz, paloma torcaz, avutardas, sisones, estorninos, urracas, grajas, grullas, garzas, milanos, aguilucho, águilas culebreras, azulón, polla de agua, Cernícalo Primilla, etc.
- Anfibios: Sapo común, ranita San Antonio
- Reptiles: lagarto ocelado (Timon lepidus), culebra bastarda, lagartija
- Mamíferos: Topillo, erizo, topos, Liebres, conejos, comadreja y raposos
- Álamos (chopos), Fresnos (Fraxinus), carrizos, lirios de agua,  aneas, junqueras

## Historia

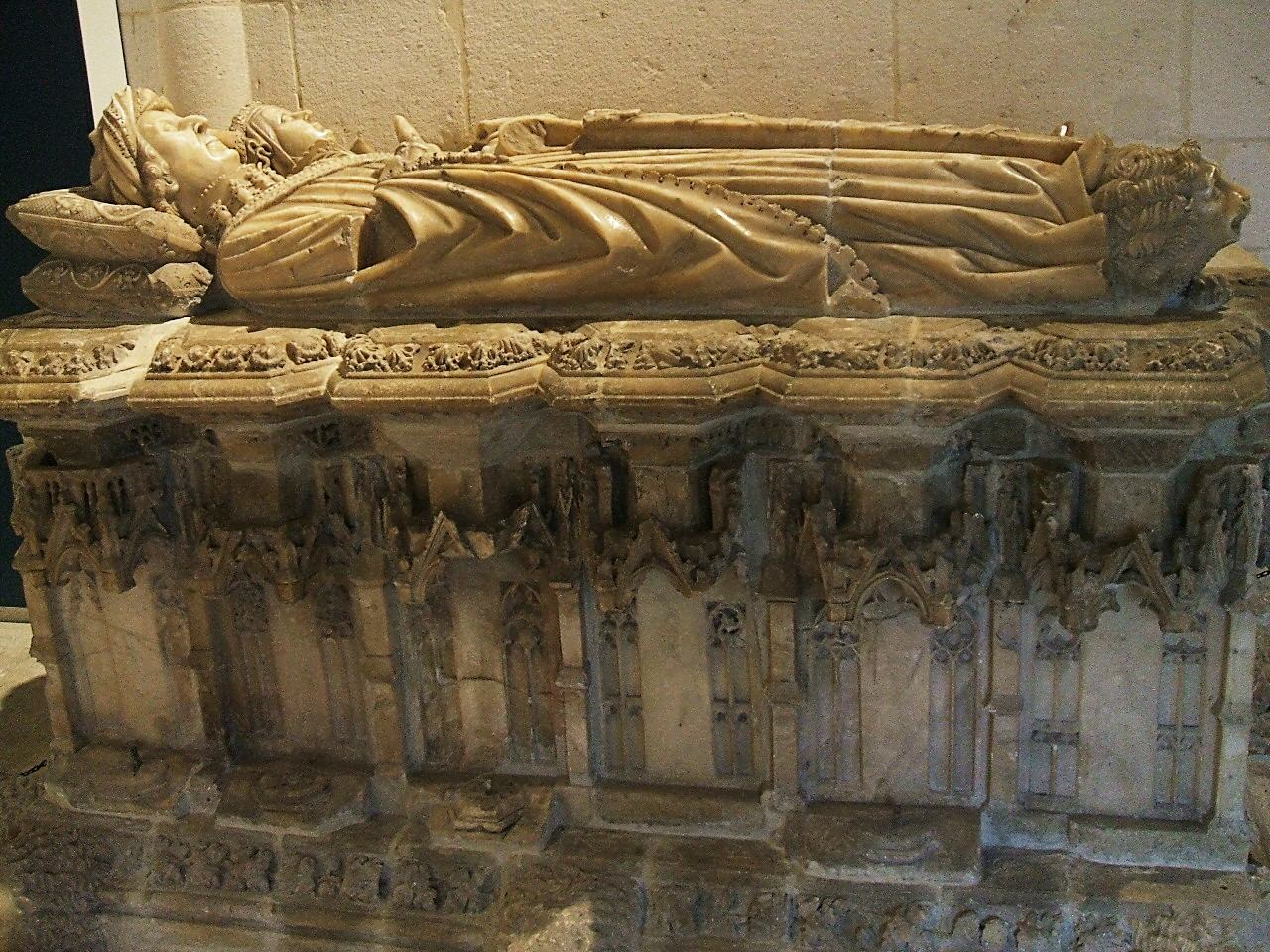
Sepulcro de Gómez Manrique y Sancha de Rojas, primeros señores de Requena, en el Museo de Burgos

La villa fue adquirida por el matrimonio formado por Gómez Manrique de Lara, I señor de Requena, Adelantado Mayor de Castilla e hijo ilegítimo de Pedro Manrique de Lara, III señor de Treviño, y por su esposa Sancha de Rojas y Guevara, señora de Santa Gadea. El señorío fue heredado por una de las hijas de este matrimonio, Elvira Manrique de Lara, mujer de Juan Rodríguez de Rojas, señor de Poza de la Sal.
A finales del siglo XV y comienzos del XVI pertenecía a Gómez de Rojas y su mujer, Isabel de Carvajal, cuyo hijo el prelado Antonio de Rojas Manrique continuó la construcción de la iglesia parroquial. Señorío de los  Rojas  y  los  Velasco,  patrones  de Villasillos,
Pedro Yáñez de Ulloa, del consejo de los reyes Enrique III y Juan II fue señor de la villa.
En marzo de 1925 se celebró la fiesta del árbol con la plantación de 100 chopos.
En el año 2013 la titular del condado de Requena es María del Carmen Eugenia Fitz-James Stuart y Gómez.
El empobrecimiento actual de la villa nada tiene que ver con la riqueza de su historia y patrimonio. En el siglo XIV contaba con cuatro sacerdotes y otros cinco clérigos para su iglesia de San Miguel y su ermita de Santa Marina.
En su archivo parroquial, depositado en el obispado de Palencia, se guardan bulas de los papas Clemente VIII (1603), León X (1517) e incluso una del año 1414 expedida por Benedicto XIII el papa Luna, que conceden indulgencias a la Iglesia de Requena.

## Demografía

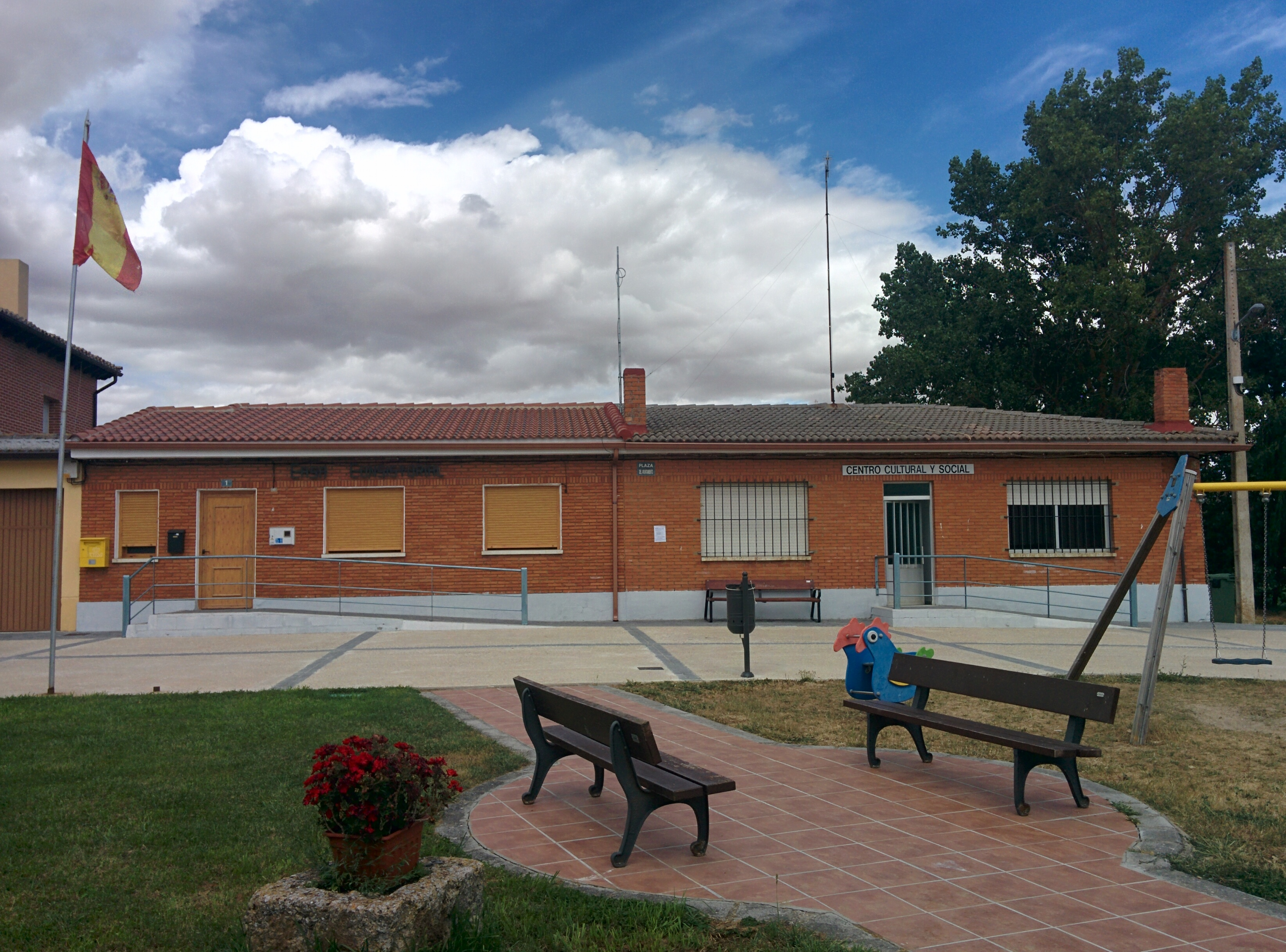
Casa consistorial

Cuenta con una población de 29 habitantes (INE 2024).
| Gráfica de evolución demográfica de Requena de Campos entre 1842 y 2021                                               |
| |
| Población de derecho según los censos de población del INE. Población de hecho según los censos de población del INE. |

## Patrimonio
- Iglesia parroquial

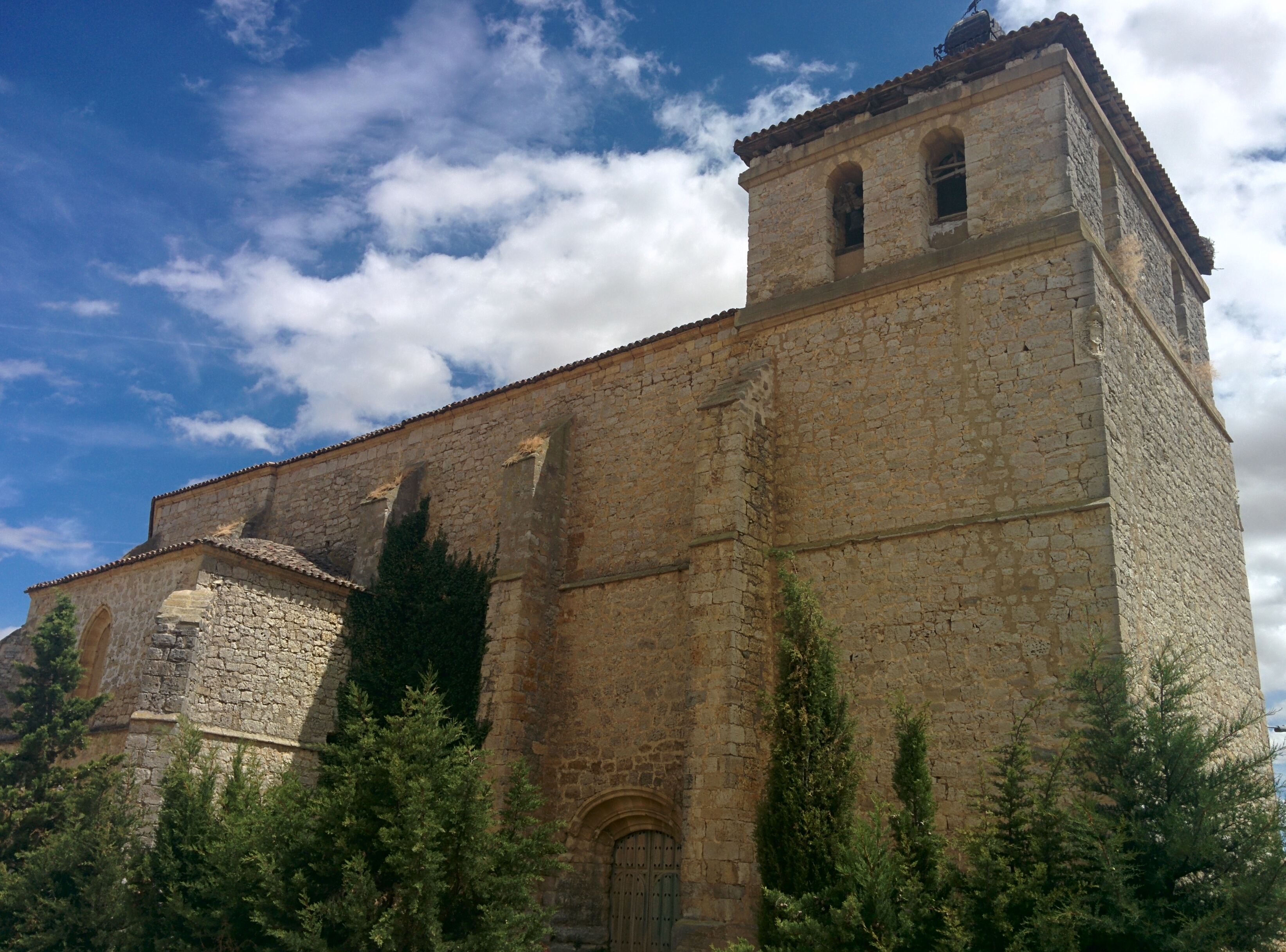
Iglesia de San Miguel

- Cruz Procesional, depositada en el museo provincial.[5]
- Casas de adobe.
- Puente del Canal de Castilla (1781-1791)[6] entre el puente de Las Cabañas de Castilla y la esclusa 16 de Boadilla del Camino.
- Acueducto, puente y acequia de Requena, parte integrante del Canal de Castilla (B.I.C. 13/06/1991)-
- Fachadas de viviendas con los escudos de armas González, Herreros.
- Algunos palomares de planta circular y cuadrada.
- Camino Lebaniego Castellano[7]

### Iglesia parroquial
La iglesia parroquial del siglo XVI, consagrada a San Miguel, fue construida por mandato de Antonio de Rojas cuando era obispo de Granada hacia el año 1520. La torre de este templo es otra de las bellezas arquitectónicas de la localidad. En ella encontramos dos magníficos escudos del obispo Rojas situados en las esquinas. El retablo mayor actual es del XVIII.
El retablo original, dedicado a San Juan Bautista, fue encargo de Antonio de Rojas Manrique (XVI) y se encuentra en paradero desconocido tras salir a la venta en Barcelona en 1969. Su autor pudo ser Bartolomé de Castro, que para un detalle ornamental de la composición del banquete de Herodías se inspiró en un grabado de Marcantonio Raimondi a partir de un dibujo de Rafael de Venus y Cupido.
Ramón Revilla Vielva en su libro Partidos de Carrión de los Condes y Frechilla escrito por en 1948 cita un retablo gótico del XV
Partes de un antiguo retablo pasaron a formar parte del retablo de la Piedad (1596) de San Cebrián de Campos.
Cruz de plata del primer tercio del siglo XV labrada por el platero burgalés Rodrigo Alfonso.
Cruz procesional románico bizantina del siglo XIII, originalmente esmaltada. Los especialistas la relacionan con la cruz procesional de Villavelayo. Fue expuesta en la Exposición Internacional de Barcelona de 1901 y en Las Edades del Hombre de Palencia en 1999. Se puede ver en el museo diocesano de Palencia.

### Reloj de la iglesia
Reloj de la torre de la iglesia donado por D. Baltasar González a principios del siglo XX (26-julio-1908), obra de Moisés Díez, importante relojero y campanero palentino con obra internacional. Su principal característica era un toque a muertos a las doce de la noche y al mediodía en recuerdo de un deudo del donante  que murió a esa hora. Un reloj muy similar se encuentra en Cózar (Ciudad Real).